# Darnyik Szilvia
Darnyik Szilvia (Budapest, 20. század) színésznő.

## Pályafutása
Darnyik Szilvia az első hazai akkreditált filmszínész iskolában hároméves képzést kapott. Osztályfőnökei Pokorny Lia és Kamarás Iván voltak. A Vörösmarty Gimnázium dráma tagozata mellett az Írisz Színpad egyik megalapítója, független színházi produkciók szereplője volt. Frank Wedekind A tavasz ébredése c. előadásukat rögzítette és leadta a Magyar Televízió. Bertold Brecht Ember-ember című előadásában Fenyő Iván partnere volt, ezt követően azonban évekig nem vállalt színészi feladatokat, bár táncos produkcióban fellépett a londoni Royal Albert Hall színpadán. Modellként és médiamunkásként dolgozott ezen évek alatt. Filmes pályafutása 2013-ban kezdődött. 2020 óta Budapest és London között él.

## Filmjei
- Pillangó Parádé (2024, Bem Mozi) - Edina
- Felhők felett (2023) - Syl (as Sylvia Darnyk)
- Elk*rtuk (2021, Corvin Mozi, MEGAFILM)  - Zsuzsa [3][4][5][6][7]
- Idegenek (2019, Uránia Nemzeti Filmszínház) - Hivatalnoknő
- Szerencsés Dickens (2016, Magyar Filmhét) - Pincérnő
- Éjjeli utazó (2015, BuSho Film Festival) - Dr. Semlaky Mariann Éva
- Zöld fény (2015) - Videojátékanya
- Ponty (2015) - Edit
- Karinthy Frigyes: Előszó (2015) - Versmondó
- Indifference (2015) - Randevúzó nő
- Hajnal (2014, SZFE) - Anya
- Apám megmutatja (2014, Tisza Mozi) - Pultos lány
- Hogyan legyünk boldogtalanok? (2014, Toldi Mozi) - Ilona
- Hagyj élni! (2014) - Szerető
- Zsiráf (2014) - Nő
- MobilVers (2013) - Versmondó

## Színházi szerepei
- Férj a gyóntatószékben - Margarita, a feleség (Eötvös 10, rendezte: Jordán Tamás)
- Revizor - Anna Andrejevna (Eötvös 10, rendezte: Miklós Marcell)
- A szerelmes szív szenvedései - Sylvia Plath (Józsefvárosi Galéria, rendezte: Vörös Róbert)
- Pintér Béla: Szutyok - Irén (Centrál Színház, Színházak Éjszakája, rendezte: Salamon András)
- GO TO CASTING! Premier - Ginger (Centrál Színház, rendezte: Kamarás Iván)
- Londoni AH Show - Tél (Royal Albert Hall, rendezte: Náray Tamás)
- Bertold Brecht: Ember-ember - Papnő (Pataky Művelődési Központ, rendezte: Bodnár László)
- Átváltozások: Mozgásszínház - Lány (Írisz Színpad, rendezte: Kováts Kristóf)
- Vásári komédiák - Füvesasszony (Etyeki Búcsú, rendezte: Vidovszky György)
- Frank Wedekind: A tavasz ébredése - Márta (Bodajki Művelődési Ház és Országos Diákszínjátszó Fesztivál, r.: Kováts Kristóf)
- Federico García Lorca: Mariana Pineda - Mariana Pineda (Bodajki Művelődési Ház, rendezte: Kováts Kristóf)

## Könyvei
- Webszerelem (regény). WhySoft, 2008
- 20 dalszöveg dalt keres (dalszövegkötet). WhySoft, 2010